# Storebø
Storebø är en tätort som utgör centralort i Austevolls kommun i Vestland fylke i västra Norge. Orten ligger på ön Huftarøy.

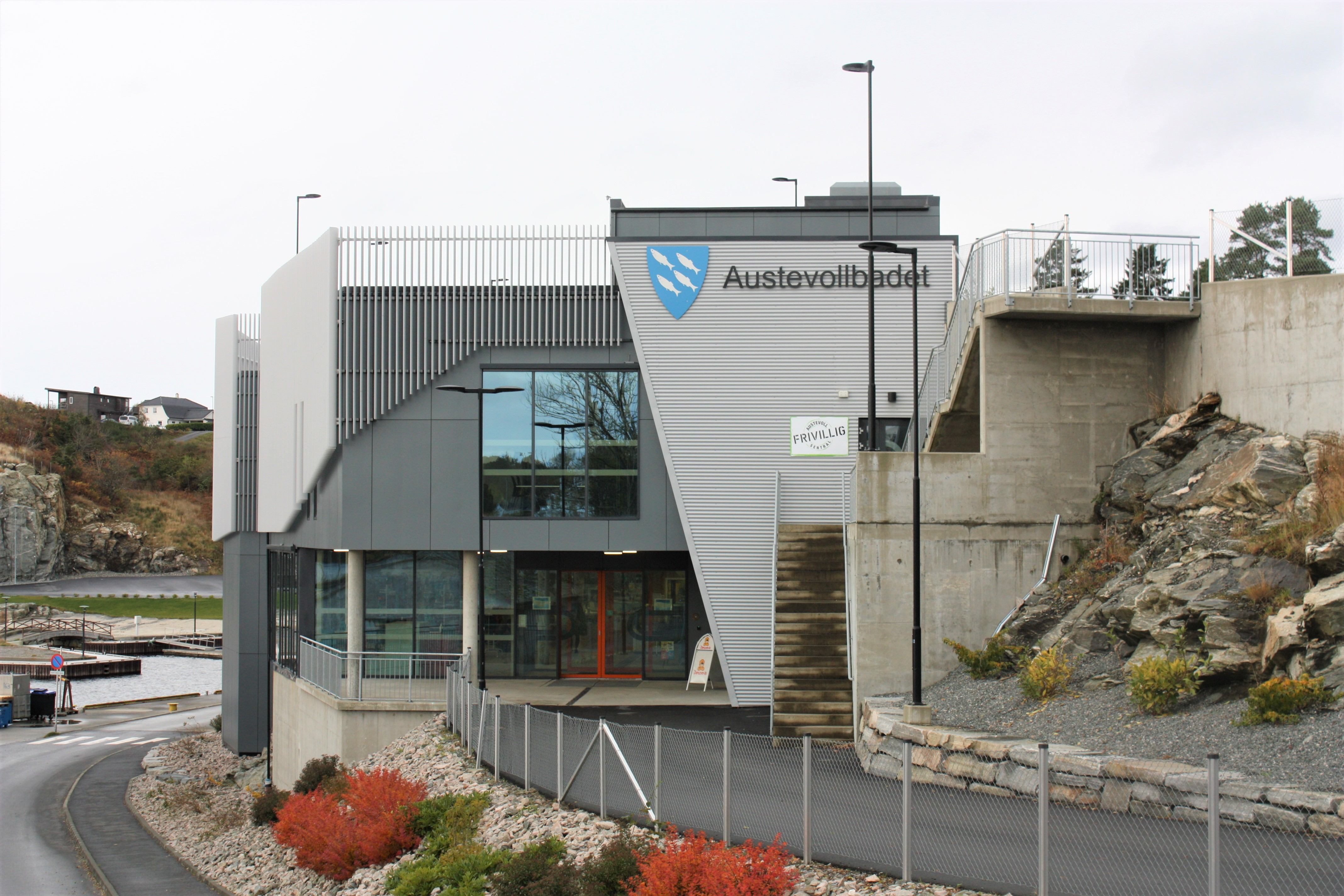
Austevollbadet i Storebø.